# Monumento funebre di Stefano e Valentina Visconti
Il monumento funebre di Stefano e Valentina Visconti è un monumento sepolcrale situato nella basilica di Sant'Eustorgio a Milano, realizzato da un anonimo Maestro Campionese per ospitare le spoglie di Stefano Visconti, signore di Arona, e sua moglie Valentina.

## Storia e descrizione
Il monumento sepolcrale è addossato alla parete a destra della cappella dei Visconti, in direzione della controfacciata della chiesa, ed ospita le spoglie di Stefano Visconti e della moglie Valentina Doria, genovese figlia di Bernabò e di Eliana Fieschi.
Valentina Visconti si trovava a Milano dall'epoca della cacciata da Genova delle grandi famiglie ghibelline, tra le quali i Doria, allontanati nel 1318. Stefano era figlio del signore di Milano, Matteo Visconti. Aveva sposato Valentina nel 1318; da loro erano nati Matteo II, Bernabò e Galeazzo II. Morì a Milano il 4 luglio 1327, dopo essere diventato signore di Arona dal 1325. Il monumento funebre fu eseguito dopo la morte di Valentina Doria-Visconti, avvenuta nel 1359. Parte della critica d'arte ha indicato quale autore del sarcofago Bonino da Campione. La sistemazione attuale è prodotta da una serie di continue modifiche avvenute nel corso dei secoli, il che rende difficile ricostruirne l'assetto originario. La cappella era stata inoltre modificata da una serie di arredi e reintonacature dei secoli XVII e XVIII, le quali sono state tutte eliminate (eccettuato il suddetto tabernacolo dell'altare), per far riemergere l'originaria struttura medioevale dell'insieme.
Altre statue inizialmente erano parte del gruppo scultoreo, le quali nelle varie ricomposizioni vennero spostate in altre cappelle. Attualmente, a seguito dei restauri, sono stati ricondotti in questa cappella Visconti alcuni elementi riconosciuti come da essa provenienti, pur non ricomposti nell'iniziale posizione che resta tuttora sconosciuta. Questi elementi smembrati e recuperati consistono nelle due statue di angeli ora ai lati dell'altare sempre della stessa cappella (altare rifatto con una semplice lastra di marmo, mentre il Tabernacolo settecentesco rimane in loco ma appeso su mensola a parete), opera gotico trecentesca di Maestri Campionesi; il leone stiloforo lasciato isolato sul retro dell'altare attuale, simile ai due che reggono le colonnine tortili, e che era stato dislocato nella quinta cappella del lato sinistro di Sant'Eustorgio; infine varie basi di colonna ora affiancate al muro sul retro dell'altare.
Il monumento è opera di maestranze campionesi: è pertanto paragonabile a tutta una serie di monumenti analoghi eseguiti da questi scultori che riprendono le innovazioni di Giovanni Pisano e della sua cerchia mediante il tramite di Giovanni di Balduccio, ma riportandole all'ambito delle loro tradizioni corporative. La composizione si presenta attualmente nelle forme del cenotafio.

### Il sarcofago

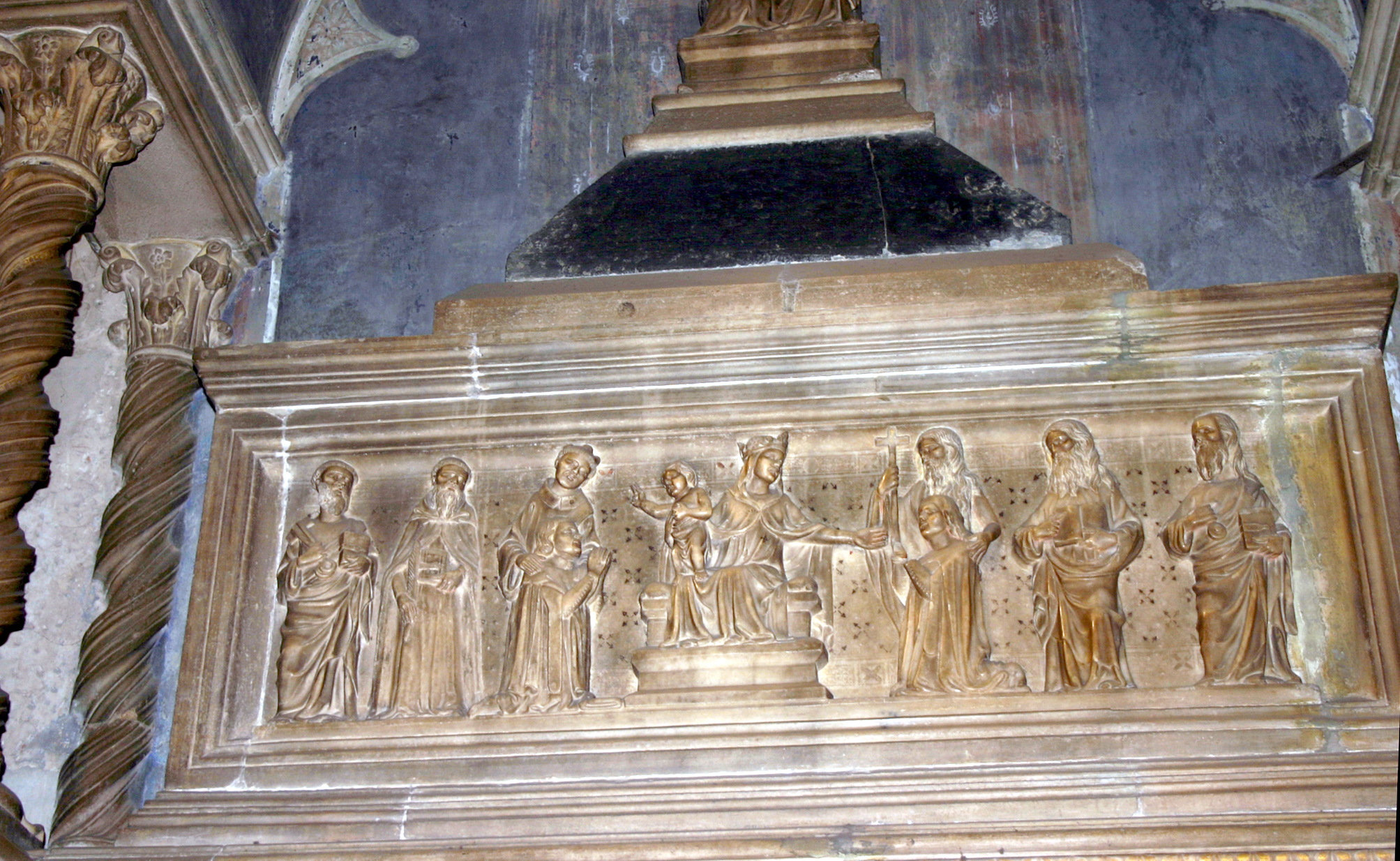
Il sarcofago

Il sarcofago sporge dalla parete, retto da mensole scolpite. Sul suo blocco è posta la statua della Madonna col Bambino, detta Madonna della Mela, risalente alla stessa epoca dell'insieme scultoreo, di altro artista rispetto a quelli delle altre sculture.
Il fronte del sarcofago mostra in bassorilievo la Madonna col Bambino in trono al centro, con ai lati, a sinistra Stefano Visconti presentato a Lei e al Bambino Benedicente da Santo Stefano e da altri due santi patroni (San Pietro Martire e a sinistra San Pietro); dal lato opposto, a destra, Valentina Doria Visconti presentata da San Giovanni Battista ed altri due santi (San Giovanni Evangelista e San Paolo simmetricamente opposto al San Pietro del marito, simbolicamente recuperando l'adesione al cattolicesimo); verso di lei va la mano della Vergine. Sui lati minori del sarcofago stanno a destra un Cristo in Pietà, la cui figura cadaverica si erge in piedi seguendo una tipica iconologia in auge dal XIV secolo, e nella parte a sinistra, seminascosta dal muro, una croce che stranamente rassomiglia alla croce degli eretici albigesi.
La novità di questo bassorilievo, rispetto alle analoghe raffigurazioni dei Campionesi, è il fatto che le figure non sono ripartite tra scomparti rettangolari squadrati da cornici, ma il loro spazio è unitario. Il gruppo centrale segue un tipo di composizione gotica successiva alla rivoluzione artistica di Giovanni Pisano, evidente dallo scatto divergente della Madonna: Ella volge bruscamente il capo con un rapido movimento del collo verso Valentina Doria, ed accompagna questo movimento con il braccio teso verso la defunta che disegna una direttrice quasi orizzontale. Dalle ginocchia della Madonna si erge, in piedi, segnando una decisa direttrice verticale, il Bambino, che indirizza più compostamente la sua Benedizione su Stefano Visconti. Stefano è ritratto evidenziandone l'eleganza della figura, con la capigliatura lunga e curata; la moglie sul lato opposto, sempre inginocchiata, è ritratta con una figura più robusta e compatta, accentuata nel volume dal panneggio verticale della veste. Ad accompagnare Stefano sono, all'estrema sinistra, riconoscibile dalle chiavi, San Pietro, ed un altro santo che indica un testo sacro, San Pietro Martire. Il suo patrono, Santo Stefano, emerge sovrastando la sua figura inginocchiata, nella sua veste da diacono.

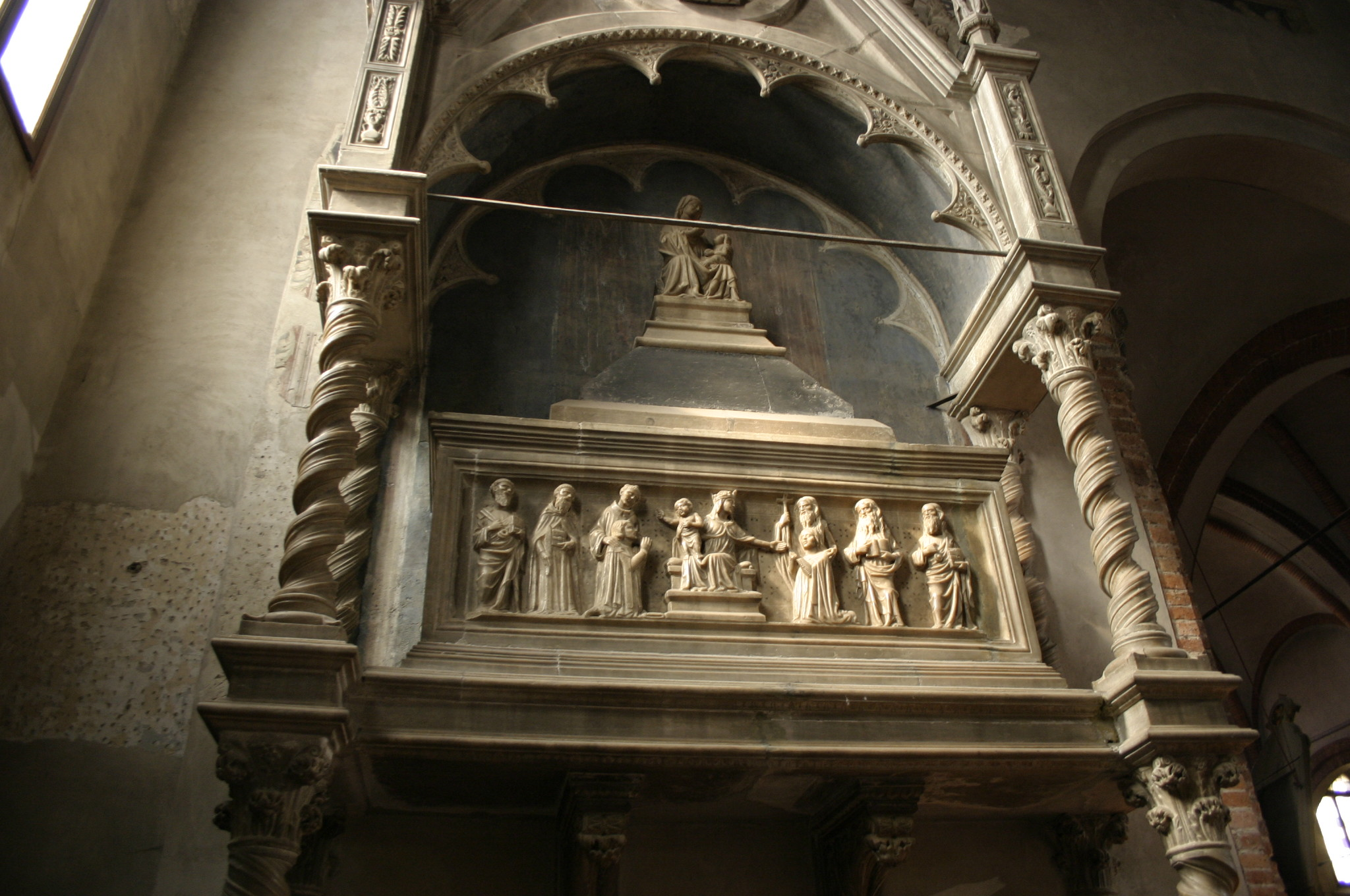
Particolare del monumento

Dei santi di Valentina, emergendo dalla sua posa inginocchiata, è il protettore San Giovanni Battista, dall'ascetica veste di peli di cammello, santo che richiama alla città d'origine, Genova; seguono a destra due santi (Giovanni Evangelista e Paolo), in piedi, entrambi dalle lunghe barbe, quasi dei profeti, che con la mano sottolineano ciascuno una pagina particolare dei testi sacri.
Come bassorilioevo dello stesso gruppo di scultori, questa lastra la si può paragonare ad altre opere di maestri Campionesi, ad esempio in Sant'Eustorgio al monumento della cappella Caimi (terza a destra). Altrove si può far riferimento ad altre opere di Campionesi dislocate in Liguria, opere che verso la metà del Trecento per un analogo gusto vengono ad affiancarsi alle coeve opere delle parallele scuole impostate dall'opera di Giovanni Pisano e quindi di Giovanni di Balduccio. Nel caso spesso l'opera dei Campionesi rappresenta una parallela traduzione delle innovazioni ma nel rispetto di una tradizione sperimentata.
Così nel monumento funebre di Barnabò Malaspina in San Francesco di Sarzana, in parte ispirata al dirimpettaio sepolcro di Guarnerio degli Antelminelli di Giovanni di Balduccio. La lastra frontale del sarcofago sarzanese nell'usuale composizione suddivide im scomparti inquadrati da cornici i santi laterali, e nel riquadro centrale i diretti patroni che affiancano il vescovo inginocchiato presso la Madonna col Bambino benedicente in trono.
Analoghe composizioni di bassorilievo nel fronte del sarcofago, sempre eseguite da maestranze campionesi, sono a Genova, ora nel Museo di Sant'Agostino ma provenienti da monumenti della famiglia Doria una volta nella demolita chiesa di San Francesco di Castelletto.

### L'architettura del monumento funebre

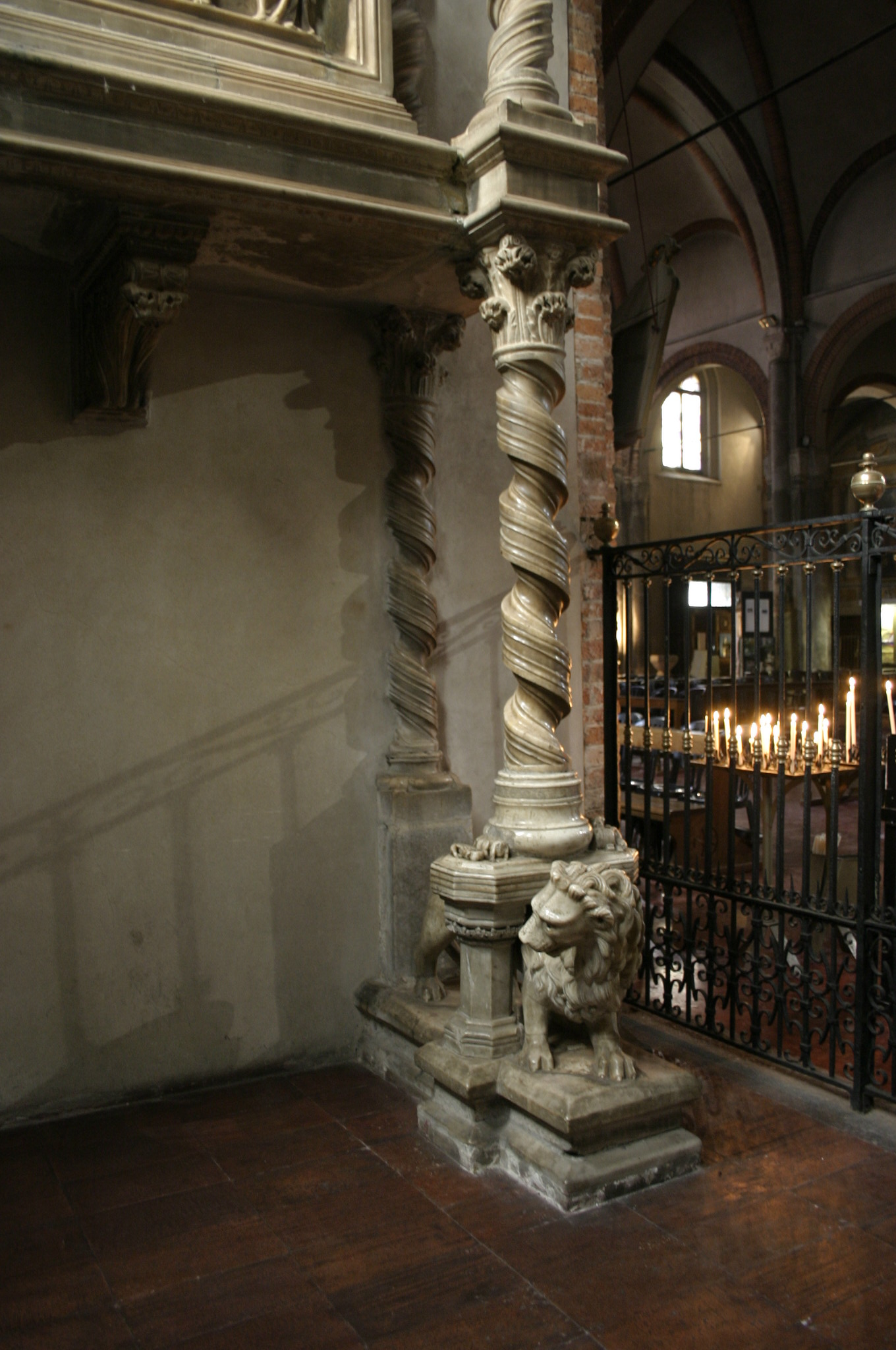
Leone stiloforo e colonna tortile del monumento

Il blocco parallelepipedo del sarcofago è inserito nell'architettura ad arcosolio coperto da un'alta cuspide triangolare, retta a sua volta da due ordini di quattro colonnine tortili poggianti su leoni stilofori. Le colonnine tortili poggiano al primo ordine sui due leoni stilofori. I due leoni, dalle criniere pettinate ad onde aderenti e ben definite nella loro linea gotica, nella loro funzione statica sono affiancati ognuno da due paia di sostegni che assieme ad essi reggono la lastra su cui sta la colonnina tortile.

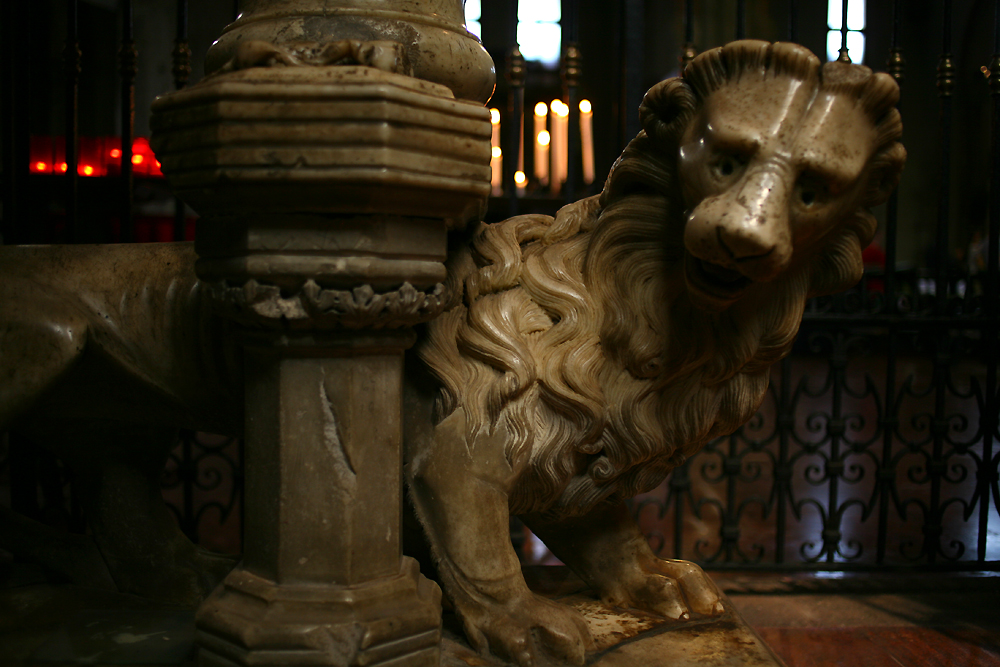
Particolare di un leone

Entrambe le colonnine superiori poggiano su queste due lastre, e queste lastre recano a fianco delle basi delle colonnine tortili ancora altre statuine piccolissime, in miniatura, molto levigate ed erose dal tempo tanto da essere quasi illeggibili. Nella mensola di destra si vede un uomo coricato od abbandonato a terra e dalla parte opposta della colonnina due animali, due cani sembrerebbero, uno in posizione raccolta e coricata; dalla opposta mensola si trovano a destra un leone in miniatura che ripete i leoni stilofori, e a sinistra due animali, forse leoni o forse cani (il dettaglio di raffigurare piccoli animali alla base delle colonnine, per il Trecento, lo troviamo anche evidenziato in una base della cattedrale di Genova, su cui aleggiano alcuni aneddoti. Per i significati di queste figurine, erose da secoli, funge da riferimento la descrizione dell'Allegranza, del 1784. Da questa possiamo individuare nella tavola di sostegno di sinistra rispettivamente a destra un uomo che trae la spina dalla zampa destra di un leone, e dalla sinistra un leone che con le fauci ha afferrato un maiale e sta per divorarlo, e per la tavola sostegno di destra rispettivamente a sinistra tre animali già acefali nel tardo Settecento, e a destra l'ebbrezza di Noè guardato da Cam, con il corpo che giace abbandonato, addormentato presso la botte di vino, sotto una pergola piena di tralci, frondi e grappoli d'uva, con una corba di uva ai piedi.
La cuspide che chiude la loggia ha due spioventi fortemente inclinati, ed è contornata da due guglie, secondo una tipica conformazione gotica. Il raccordo tra il sarcofago, poggiante sulle mensole a parete, e la loggia che lo circoscrive, è successivo, tracciato da alcune stuccature con le basi del primo ordine di colonnine tortili. Il motivo dell'arco sotto la cuspide frontale, a semicerchi che ornano l'intradosso, viene ripetuto ma pittoricamente al suo interno. Anche lo sfondo su cui si staglia la Madonna della Mela sopra il sarcofago era pertanto originariamente affrescato.
Al centro del timpano triangolare della cuspide è il tondo col Cristo Benedicente dal suo Trono, e sulle guglie che lo fiancheggiano sono due angeli, della mano di un altro artista.